# 1735 год в науке
В 1735 году произошли различные научные и технологические события, некоторые из которых представлены ниже.

## События
- Карл Линней опубликовал в Голландии книгу «Система природы», основополагающее сочинение в научной биологической систематике.
- В Москве на Пушечном дворе завершена отливка Царь-колокола.
- Был открыт и выделен Георгом Брандтом химический элемент кобальт.
- Леонард Эйлер нашёл сумму ряда обратных квадратов.

## Родились
- 28 февраля — Александр Теофил Вандермонд, французский музыкант и математик.
- 21 апреля — Иван Петрович Кулибин, русский механик-самоучка.
- 22 июля — Джироламо Саладини, итальянский математик.
- 6 октября — Джесси Рамсден, английский механик и оптик.
- 13 ноября — Джон Браун, шотландский врач, натурфилософ, педагог и автор новаторской для своего времени медицинской системы «браунизм».
- 4 декабря — Йозеф Лауренти, австрийский врач и натуралист.

## Скончались
- 27 февраля — Джон Арбетнот, английский врач и математик.
- 27 сентября — Петер Артеди, шведский натуралист, «отец ихтиологии».